# Книш Зиновій Михайлович
Зино́вій Миха́йлович Книш (Псевдонім: Богдан Михайлюк; 16 червня 1906, Коломия — 14 листопада 1999, Торонто, Канада) — український політичний діяч, журналіст, історик, перекладач з есперанто.
Борець за незалежність України у ХХ сторіччі.

## Життєпис

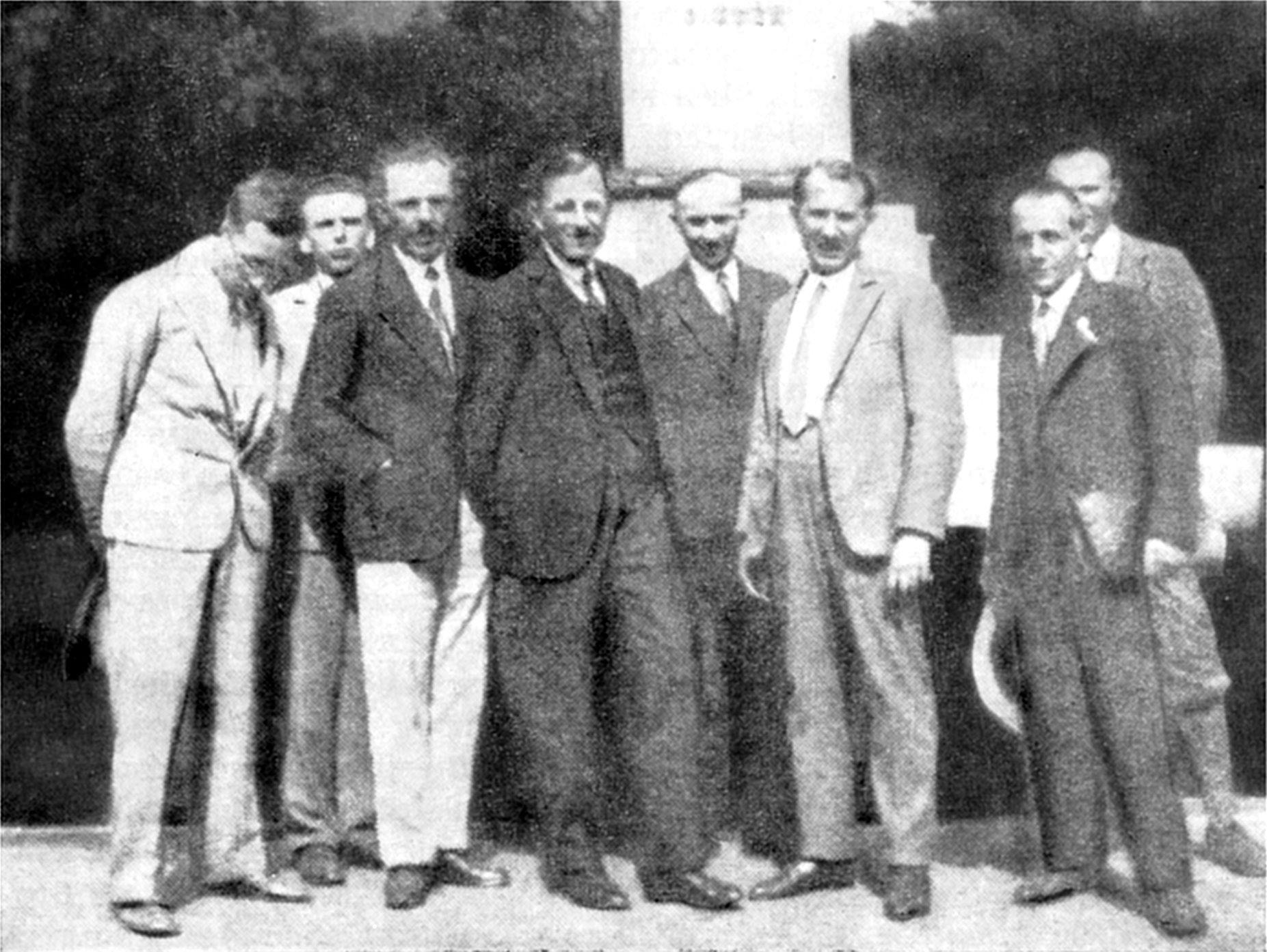
Нарада у Празі, червень 1930. Зліва направо: Зенон Пеленський, Осип Бойдуник, Осип Рев'юк, Юліан Головінський, Омелян Сеник, Євген Коновалець, Леонід Костарів, Зиновій Книш

Народився в Коломиї в родині вчителів. Здобув освіту в початковій народній школі імені Тараса Шевченка та українській гімназії в Коломиї. Успішно завершив студії у Львівському університеті і 1929 року здобув ступінь магістра, а 1930 — доктора права та політичних наук.
Брав активну участь в українському суспільному житті. Від 1924 року — член Окружної команди Української військової організації (УВО) у Коломиї, згодом — член Бойової референтури (псевдоніми Ренс, Голіят, Ю. Мохнацький).
1929 року був заарештований польською поліцією і три місяці провів у в'язниці. 1930 призначений бойовим референтом Крайової Команди УВО. Брав участь у роботі першої конференції ОУН на західноукраїнських землях 24–25 лютого 1930 року, де була створена Крайова Екзекутива ОУН, у червні 1930 в Празі — в роботі конференції Проводу українських націоналістів (ПУН) з представниками Крайової Екзекутиви ОУН і Крайової Команди УВО, на якій обговорювалося розмежування завдань ОУН і УВО.
У листопаді 1931 року вдруге був заарештований і засуджений до 8 років тюрми за приналежність до УВО.
У червні 1936 року звільнений по амністії. Працював секретарем дирекції «Центросоюзу» у Львові. В липні 1939-го знову заарештований. Вийшов на свободу після окупації Польщі у вересні 1939.
Після розколу ОУН став на боці Андрія Мельника. Від 1940 року — член Проводу і секретаріату ПУН (Краків), брав безпосередню участь в організації Похідних груп ОУН. У 1940—1941 роках — начальник канцелярії Українського центрального комітету (УЦК), у 1941—1942 — секретар дирекції «Народної торгівлі» (Львів), посадник повітів у Калуші (1942), Золочеві (1943—1944).
Від травня 1944 року — в Австрії, від 1946 — у Франції. Був провідником ОУН у Західній Європі, секретарем світського відділу греко-католицької місії для українців Західної Європи і створеної при ній Суспільної служби.
Від 1949 року — у Канаді. Обіймав посади першого заступника Голови ПУН і генерального судді ОУН.

## Твори
- Зиновій Книш. Твори
- Твори Зиновія Книша в бібліотеці «Чтиво»
- Сьогодні й завтра. Думки націоналіста. — Вінніпег, 1950.
- Дух, що тіло рве до бою…(Юліян Головінський, Крайовий Командант У.В.О.). — Вінніпег, 1951. — 199 с. [Архівовано 24 Червня 2021 у Wayback Machine.]
- Історія української політичної думки до кінця XVIII століття. — Париж; Вінніпег, 1952.
- Устрій Організації Українських Націоналістів (порівняльна студія). —  Вінніпег, 1952.— 173 с. [Архівовано 24 Червня 2021 у Wayback Machine.]
- Дрижить підземний гук. Спогади з 1930 і 1931 рр. у Галичині. — Вінніпег, 1953.
- На порозі невідомого. Спогади. — Париж, 1955.[недоступне посилання з липня 2019]
- За чужу справу. — Торонто, 1961. [Архівовано 24 Червня 2021 у Wayback Machine.]
- Так перо пише… Вибрані статті. — Торонто, 1965.
- Справа Східних Торгів у Львові. — Торонто, 1965. — 205 с. [Архівовано 24 Червня 2021 у Wayback Machine.]
- Власним руслом. Українська Військова Організація від осени 1922 до літа 1924 року. — Торонто, 1966.
- Далекий приціл: Українська військова організація в 1927—1929 роках. — Торонто, 1967. [Архівовано 24 Червня 2021 у Wayback Machine.]
- На повні вітрила. Українська військова організація в 1924—1926 рр. — Торонто, 1970. [Архівовано 24 Червня 2021 у Wayback Machine.]
- При джерелах українського організованого націоналізму. — Торонто, 1970. [Архівовано 24 Червня 2021 у Wayback Machine.]
- ЗУНРО: Західно-Українська національно-революційна організація. Історично-політичний аналіз. — Торонто, 1974. [Архівовано 24 Червня 2021 у Wayback Machine.]
- Розбрат. Спогади й матеріали до розколу ОУН у 1940—1941 рр. — Торонто, б. р. в. [Архівовано 24 Червня 2021 у Wayback Machine.]
- Б'є дванадцята. Спогади й матеріали до діяння ОУН напередодні німецько-московської війни 1941 р. — Торонто: Срібна сурма, 1963. [Архівовано 24 Червня 2021 у Wayback Machine.]
- У сутінках зради. — Торонто, 1975. [Архівовано 24 Червня 2021 у Wayback Machine.]
- На життя і смерть… Сторінки з історії Української Військової Організації. — Торонто, 1980. [Архівовано 24 Червня 2021 у Wayback Machine.]
- Смерть Станіслава Собінського. На тлі шкільного народовбивства в Західній Україні. — Торонто, 1982. [Архівовано 24 Червня 2021 у Wayback Machine.]
- З таємних документів польської окупації Західної України: Збірник документів (Вступна стаття, переклад і пояснення Зиновія Книша). — Торонто, 1983. [Архівовано 24 Червня 2021 у Wayback Machine.]
- Ярослав Барановський. — Париж, 1990. — 132 с. [Архівовано 24 Червня 2021 у Wayback Machine.]
- Варшавський процес ОУН на підложжі польсько-українських відносин тієї доби: У 2 томах. — Торонто, 1986. [Архівовано 24 Червня 2021 у Wayback Machine.]
- ОУН: минуле й сучасне. — К., 1993.
- Михайлюк Б. (Книш З.). Бунт Бандери [Архівовано 19 Грудня 2013 у Wayback Machine.]